# Close to the Edge
Close to the Edge —en español: Cerca del Borde— es el quinto álbum de estudio del grupo británico de rock progresivo Yes, editado en 1972 por Atlantic Records.

## Detalles
En junio de 1972, poco después de terminar las grabaciones, el baterista Bill Bruford abandonó la banda obligando a los demás integrantes a encontrar un suplente antes de comenzar su nueva gira en los Estados Unidos.
Close to the Edge estableció una tendencia recurrente en Yes a incluir una sola canción "épica" mucho más larga que las otras, ocupando completamente una cara del disco. Esto volvió a repetirse en los álbumes Relayer (que incluyó "The Gates of Delirium") y Going for the One (que incluyó "Awaken"). 
Se trata de una composición soberbia, sumamente ordenada en la que cada voz instrumental ha recibido gran cuidado en su factura. Rítmicamente contiene pasajes de métrica variada. En el caso del tema "Close..." se observa también superposición de acentuaciones, algo que en el rock no se conocía. Las influencias religiosas introducidas por Jon Anderson, que posteriormente formarían la base del concepto de Tales from Topographic Oceans, son evidentes en la música y letra de las tres canciones de Close to the Edge. La renovación y repetición son otros de los temas principales del álbum; la canción "Close to the Edge" comienza y termina con los mismos efectos de sonido de una corriente de agua y ruidos de aves, y "Siberian Khatru" presenta la repetición constante de frases de dos palabras.
La estructura de "Close to the Edge" guarda relación con ciertos temas básicos en la novela de Hermann Hesse, que narra la vida de Brahmin Siddartha de los 18 a los 60 años, y en donde resaltan dos tópicos: el contraste entre el mundo espiritual y el material, y la idea de que la unidad de todas las cosas es experimentada en un reino eterno. La novela se divide en tres partes en las cuales Siddartha experimenta la vida del asceta, la del mundo material y sensual y el iluminamiento por el río, que actúa como símbolo de eternidad a lo largo de la novela, y es la imagen central alrededor del cual se desarrolla la historia. Afirma de inmediato que no debemos entender la pieza de Yes como una reproducción de la novela o algún personaje.
Close to the Edge es ampliamente considerado como uno de los álbumes principales del rock progresivo. Alcanzó el n.º 4 en las listas de ventas en el Reino Unido, y el n.º 3 en Estados Unidos.

## Lista de canciones
Lado A
1. "Close to the Edge" (Jon Anderson/Steve Howe) - 18:41
  1. "The Solid Time of Change"
  2. "Total Mass Retain"
  3. "I Get Up I Get Down"
  4. "Seasons of Man"

Lado B
1. "And You and I" (Jon Anderson; algunos temas por Bill Bruford/Steve Howe/Chris Squire) - 10:08
  1. "Cord of Life"
  2. "Eclipse" (Bill Bruford/Chris Squire)
  3. "The Preacher the Teacher"
  4. "Apocalypse"
2. "Siberian Khatru" (Jon Anderson; algunos temas por Jon Anderson/Steve Howe/Rick Wakeman) - 8:55

Bonus tracks 2003
1. "America" - 4:12
2. "Total Mass Retain" - 3:21
3. "And You and I (Version Alternativa)" - 10:17
4. "Siberia (Studio run Through of Siberian Khatru) " - 9:19

## Integrantes
- Jon Anderson - voz principal
- Chris Squire - bajo, voz
- Steve Howe - guitarra, voz
- Rick Wakeman - teclados
- Bill Bruford - batería